# Truncus trachealis

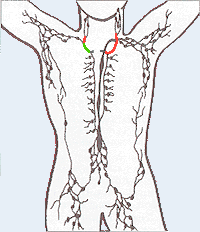
Lymphgefäße des Menschen. rot Truncus trachealis, grün: Ductus lymphaticus dexter

Der Truncus trachealis (Luftröhrenstamm, Syn. Truncus jugularis) ist ein kurzer Lymphsammelstamm des Halses. Er zieht von den Lymphknoten des Kopfes beidseitig an der Luftröhre (Trachea) brustwärts. Der rechte Truncus trachealis nimmt am Brusteingang bei den meisten Säugetieren noch die Achsellymphgefäße auf und wird dann als Ductus lymphaticus dexter bezeichnet. Die Halslymphsammelstämme münden in den Ductus thoracicus oder auch selbständig in den Venenwinkel.
Bei Pferden sind die hinteren tiefen Halslymphknoten (Lnn. cervicales profundi caudales) in den Verlauf der Trunci tracheales eingeschaltet. Bei Schweinen wird der Großteil der Kopflymphe nicht über den Truncus trachealis abgeleitet, sondern über zwei weitere Lymphbahnen zu den oberflächlichen Halslymphknoten.